# Ergenekon (Chronologie)
Die Chronologie zu Ergenekon beschreibt den Fortgang der Ereignisse rund um den Ergenekon-Prozess. Unter Nutzung verschiedener Quellen ist dies eine nach Bereichen unterteilte Chronologie. Sie beginnt mit dem Jahre 2008.

## Festnahmen

### 2008
22. Januar 2008: Festnahme von 33 Personen, darunter Veli Küçük (pensionierter General), Kemal Kerinçsiz (Anwalt), Güler Kömürcü (Kolumnistin Akşam), Sevgi Erenerol (Pressesprecherin des türkisch-orthodoxen Patriarchats; nicht zu verwechseln mit dem griechisch-orthodoxen), Fikri Karadağ (pensionierter Oberst) und Mehmet Zekeriya Öztürk (pensionierter Hauptmann). Der Anwalt Fuat Turgut, der den wegen des Mordes an Hrant Dink angeklagten Yasin Hayal vertritt, wurde in Istanbul festgenommen. Gegen acht der Festgenommenen, darunter Veli Küçük, Fikri Karadağ, den im Susurluk-Verfahren verurteilten Sami Hoştan und den Anwalt Kemal Kerinçsiz, wurde am 26. Januar 2008 Haftbefehl erlassen. Die Journalistin Güler Kömürcü wurde freigelassen.
23. Januar 2008: 10 Festnahmen in Ankara, 3 in Diyarbakır. Gegen fünf der Festgenommenen wurde am 26. Januar 2008 Haftbefehl erlassen.
29. Januar 2008: Haftbefehl gegen Abdullah Arapoğlu.
6. Februar 2008: Festnahme von 2 Studenten in Antalya. Gegen den in Alanya festgenommenen Ümit Oğuztan wurde Haftbefehl erlassen.
22. Februar 2008: Operation in 4 Provinzen. Unter den 10 Festgenommenen waren Hayrettin Ertekin (Juwelier), Emin Gürses (Universität Sakarya), Ümit Sayın (Universität Istanbul, Lehrstuhl Rechtsmedizin), Vedat Yenerer (Journalist), Orhan Tunç und Muammer Karabulut. Gegen Ümit Sayın, Emin Gürses, Vedat Yenerer, Orhan Tunç (Autor), Hayrettin Ertekin und Muammer Karabulut wurde am 26. Februar 2008 Haftbefehl erlassen.
7. März 2008: Haftbefehl gegen Abdülmuttalip Tongar. Die Zahl der Verhafteten stieg damit auf 39.
21. März 2008: Festnahme von 12 Personen, darunter auch der 83-jährige İlhan Selçuk, einer der bekanntesten türkischen Journalisten, Chefredakteur und Verleger der Tageszeitung Cumhuriyet; der ehemalige Präsident der Universität Istanbul, Kemal Alemdaroğlu; Doğu Perinçek, der Vorsitzende der türkischen Arbeiterpartei; Serhan Bolluk, Chefredakteur der dieser Partei gehörenden Zeitschrift Aydınlık sowie der Journalist Adnan Akfırat. İlhan Selçuk wurde am 23. März 2008 freigelassen. Auch 4 Leibwächter von Doğu Perinçek wurden freigelassen. Kemal Alemdaroğlu wurde am Folgetag freigelassen. Drei Personen, darunter Ferit İlsever, kamen in U-Haft.
24. März 2008: Haftbefehl gegen Doğu Perinçek. Ihm wurde führende Mitgliedschaft in einer illegalen Organisation zur Last gelegt.
26. März 2008: Hayati Özcan, (Vertreter des TV-Senders Ulusal Kanal in İzmir), Hikmet Çiçek (verantwortlich für Presse und Propaganda bei Ulusal Kanal), Nusret Senem (Generalsekretär der İşçi Partisi) wurden festgenommen und kamen am 29. März 2008 in U-Haft.
17. April 2008: Ali Kutlu (Chefredakteur der Zeitschrift des Vereins ″Nationale Kräfte″ (Kuvayı Milliye)) stellte sich. Es wurde Haftbefehl erlassen.
28. Mai 2008: Der Gesuchte Rasim Görüm kam in U-Haft.
1. Juni 2008: Der Präsident der Handelskammer von Ankara Sinan Aygün wurde im Rahmen der Ergenekon-Ermittlungen auf Anweisung der Staatsanwälte Zekeriya Öz und Mehmet Ali Pekgüzel von Antiterroreinheiten der Polizei festgenommen.
8. Juni 2008: Behiç Gürcihan, Sohn eines pensionierten Generals, kam in U-Haft.
12. Juni 2008: Hauptkommissar F.K. vom Polizeipräsidium Ankara wurde verhaftet.
18. Juni 2008: Murat Çağlar kam in U-Haft. Die Zahl der Verhafteten war damit auf 50 gestiegen.
1. Juli 2008: Die pensionierten Generäle Hurşit Tolon und Şener Eruygur, der Journalist Mustafa Balbay (Leiter des Hauptstadtbüros von Cumhuriyet) und Sinan Aygün (Vorsitzender der Handelskammer Ankara) gehörten zu 23 Personen, die in verschiedenen Provinzen festgenommen werden. Şener Eruygur hatte zuletzt die Kommandantur der Gendarmerie inne. Er ist der Vorsitzende des Vereins „Gedankengut von Atatürk“ (Atatürkçü Düşünce Derneği). Der ehemalige Parlamentarier und in der Regierungspartei AKP oppositionelle Positionen vertretende Turhan Çömez konnte einer Festnahme entgehen, weil er sich zum Zeitpunkt der Operation zum Sprachkurs in London aufhielt.
4. Juli 2008: Neun Personen, darunter die pensionierten Generäle Hurşit Tolon und Şener Eruygur, kamen in U-Haft. Unter den 14 Freigelassenen war der Journalist Mustafa Balbay.
1. Juli 2008: Der am 20. Juni 2007 verhaftete Kuddusi Okkır wurde wegen seiner Krebserkrankung ins Krankenhaus verlegt. Er wurde am 1. Juli 2008 freigelassen und verstarb am 6. Juli 2008.
14. Juli 2008: Auf Einspruch der Anwälte wurden die am 4. Juli 2008 verhafteten Sinan Aygün und Barbaros Hayrettin Altıntaş freigelassen.
15. August 2008: Bei Polizeioperationen in İstanbul und Ankara wurden drei Personen, darunter der pensionierte Oberst Arif Doğan, festgenommen. Er und ein Muzaffer Ö. wurden am 17. August verhaftet. Sadettin S. wurde freigelassen. Doğan soll zu den Gründern von JİTEM gehören.
29. August 2008: Ferit İlsever, stellvertretender Vorsitzender der İP, wurde aus Gesundheitsgründen freigelassen.
18. September 2008: In İstanbul, Ankara, İzmir, Mersin und Hakkâri wurden 18 Personen festgenommen. Darunter sollen 5 Leutnante und ein Militärschüler sein. 11 der Festgenommenen kamen am 21. und 22. September in U-Haft.
23. September 2008: 13 Festnahmen in Ankara, İstanbul und İzmir, darunter Tuncay Özkan und Gürbüz Çapan. Sechs der Festgenommenen kamen am 27. September in U-Haft, darunter der Journalist Tuncay Özkan, der ehemalige Bürgermeister von Esenyurt (Stadtteil von Istanbul), Gürbüz Çapan, und der ehemalige Direktor der Abteilung für organisiertes Verbrechen, Adil Serdar Saçan. Bisher in U-Haft: 68 Personen.

### 2009
7. Januar 2009: Auf Anordnung der 9. Großen Kammer für schwere Straftaten in Istanbul kam es zur 10. Verhaftungswelle in 12 Provinzen. Es wurden 37 Personen festgenommen. Bei der Durchsuchung der Wohnung von Oberst Mustafa Dönmez im Kreis Sapanca, Sakarya wurden 22 Handgranaten, 4 Pistolen, 8.300 Schuss Munition und eine Kalaschnikow gefunden. Mustafa Dönmez hielt sich in Ankara auf und entzog sich einer Festnahme. Zu den Festgenommenen gehörten: Erdal Şenel (pensionierter General), Tuncer Kılınç (pensionierter General), Yalçın Küçük, İbrahim Şahin und sein Neffe Erdal Şahin, die Journalisten Engin Aydın und Tuncay Özkan, Kemal Yavuz (pensionierter General), der ehemalige YÖK Vorsitzende Kemal Gürüz, der Hauptmann Muhammet Sarıkaya, die pensionierten Obersten İlyas Çınar und Ataman Yıldırım, Mehmet Koral, İlhami Ümit Handan, Özkan Bektaş, Coşkun Umur, die pensionierten Obersten Levent Göktaş und Hüseyin Vural, Ergin Erkılınçoğlu (von der Polizei in Izmir), der Major Erbay Çolakoğlu (von der Marine in Foça), der Polizist O.Y.Ş., der Lehrer O.S., der Vorsitzende der Kontemporären Türkeipartei, Hasan Ataman Yıldırım, und der Vorsitzende der Großen Einheitspartei (BBP) für die Provinz Istanbul, Hüdayi Ünlüer.
Bei den Polizeioperationen wurde auch nach Waffen gesucht. In der Nähe von Ankara wurden auf einem Grundstück von İbrahim Şahin Waffen gefunden. Sie wurden als Pistolen identifiziert, die von Israel gekauft wurden und verschwunden waren. Das war geschehen, als İbrahim Şahin, die Abteilung für Sonderoffensiven (tr: Özel Harekât Dairesi) geleitet hatte. Bei zusätzlichen Grabungen in dem Gebiet kamen weitere Waffen zum Vorschein.
11. Januar 2009: Von den 33 Festgenommenen kamen 17, darunter İbrahim Şahin, Yalçın Küçük und Mustafa Levent Göktaş, in U-Haft. Bei seiner Vernehmung gab İbrahim Şahin an, dass der General Bekir Kalyoncu (Kommandant in Diyarbakır) ihn aufgefordert habe, eine Truppe mit 300 Soldaten unter 30 Jahren zu bilden. Wenn er nicht verhaftet worden wäre, wäre er mit dieser Truppe sechs Monate lang für einen Einsatz „verschwunden“.
13. Januar 2009: Oberstleutnant Mustafa Dönmez stellte sich. Aufgrund einer Skizze wurden in Ankara Sprengstoff und Waffen gefunden.
15. Januar 2009: Der pensionierte General Levent Ersöz, der sich nach Russland abgesetzt hatte, wurde gefasst. Er soll für viele nicht aufgeklärte Morde in den 90er Jahren verantwortlich sein. Er trat seine Untersuchungshaft am 16. Januar an. Aufgrund von Herzbeschwerden kam er am 18. Januar 2009 ins Krankenhaus.
22. Januar 2009: In 13 Provinzen kam es zur 11. Verhaftungswelle. Es wurden 26 Personen, darunter der Vorsitzende der Gewerkschaft Türk Metal, Mustafa Özbek, festgenommen. Neben 7 Soldaten und 10 Polizisten wurde er am 24. Januar 2008 in U-Haft genommen. Die Zahl der Inhaftierten hatte damit die Zahl 100 erreicht.
23. Januar 2009: Yalçın Küçük und Engin Aydın wurden aus der U-Haft entlassen.
4. Februar 2009: Oberstleutnant Mustafa Dönmez kam in U-Haft.
24. Februar 2009: Abdurrahim Doğru von der Dicle Universität kam in U-Haft.
6. März 2009: Mustafa Balbay (Cumhuriyet Gazetesi) und Neriman Aydın kamen in U-Haft.
13. April 2009: Im Rahmen der 12. Verhaftungswelle wurden im April 2009 weitere Personen wie der Wirtschaftsprofessor Erol Manisalı, die Dekane Fatih Hilmioğlu, Mehmet Haberal und kurzzeitig auch die damals krebskranke Medizinerin Türkan Saylan festgenommen. Viele der Festgenommenen gehörten dem Verein zur Förderung einer zeitgemäßen Lebensweise (Çağdaş Yaşamı Destekleme Derneği ÇYDD) an.
17. April 2009: 8 Personen, darunter Mehmet Haberal von der Başkent-Universität, kamen in U-Haft. Die ebenfalls verhaftete Ayşe Yüksel vom ÇYDD wurde am 24. April 2009 freigelassen.
22. April 2009: Bei Grabungen auf einem Gelände in Beykoz (Istanbul), das der Stiftung İstek gehört (Vorsitzender Bedrettin Dalan), wurden Waffen und Sprengstoff gefunden. Von den Festgenommenen kamen drei Offiziere, einer davon in Pension, am 25. April 2009 in U-Haft.
25. Mai 2009: Der Oberstleutnant Mustafa Türkan Ecevit stellte sich und kam am 27. Mai 2009 in U-Haft.
4. Juni 2009: Erol Manisalı wurde aus Gesundheitsgründen entlassen.
9. November 2009: Deniz Yıldırım (Zeitschrift Aydınlık) und Ufuk Akkaya (Fernsehsender Ulusal Kanal) kamen in U-Haft.

### 2010
27. Januar 2010: Oberst Recep Gençoğlu, Kommandant der Gendarmerie in Eskişehir, wurde auf Anordnung der Staatsanwaltschaft in Erzurum festgenommen. Die Festnahme soll mit seinem Dienst in Erzincan und den Ermittlungen gegen die Gemeinde İsmailağa stehen.
31. Januar 2010: Oberst Recep Gençoğlu wurde freigelassen. Er muss jedoch mit einer Anklage rechnen.
13. Februar 2010: Von zwei Unteroffizieren, die am 8. Februar in Erzincan festgenommen worden waren, kam Murat Yıldız in U-Haft. A.S. wurde freigelassen, musste aber mit einer Anklage rechnen. Vor zwei Tagen war der Vorsitzende des Jägervereins in Erzincan, Y.B., freigelassen worden.
15. Februar 2010: Nach den Funden von Waffen und Munition im Dorf Ortatepe, Kreis İliç (Erzincan), wurde der Dorfvorsteher und Leiter der Dorfschützer Turgut Kuruçaylıoğlu (58) festgenommen. Er wurde nach dem Verhör freigelassen. Nun wurde in Kırıkkale der pensionierte Unteroffizier Nejdet Özmen festgenommen und nach Erzurum gebracht. Dort wurde Haftbefehl gegen ihn ausgestellt.
16. Februar 2010: Der Oberstaatsanwalt in Erzincan, İlhan Cihaner, wurde nach Durchsuchung seines Büros festgenommen. Am folgenden Tag kam er in U-Haft.
31. März 2010: Nach seiner Vernehmung durch den Staatsanwalt Zekeriya Öz wurde der Oberst Ahmet Zeki Üçok in U-Haft genommen und in das Gefängnis Maltepe eingeliefert.
3. April 2010: Auf Einspruch des Staatsanwalts wurden die zuvor freigelassenen Yusuf Erikel und Hayri Bildik verhaftet und ins Gefängnis gebracht.
8. April 2010: Özkan Kurt, der mit einem Fax den Staatsanwalt Zekeriya Öz mit dem Tode bedroht haben soll, wurde in U-Haft genommen.
30. April 2010: Die 13. Große Kammer für schwere Straftaten in Istanbul stellte am 29. April 2010 eine Anordnung auf Ergreifung des Oberst Dursun Çiçek aus. Er befindet sich unter den Angeklagten in der 8. Klageschrift gegen Ergenekon. Er stellte sich und wurde in das Militärgefängnis Hasdal (Istanbul) eingeliefert. Die Verhaftung stand im Zusammenhang mit dem Aktionsplan zum Kampf gegen Fundamentalismus (tr: İrtica ile Mücadele Eylem Planı), von dem zunächst nur eine Fotokopie existierte. Das handgeschriebene Dokument soll von Oberst Dursun Çiçek stammen.
5. Juni 2010: Nach dem Verhör durch den Staatsanwalt Zekeriya Öz stellte die 11. Große Kammer für schwere Straftaten in Istanbul Haftbefehle gegen die Anwälte Mehmet Cengiz, Ali Hadi Emre, Tülay Bekar und Kutbettin Kaya aus. Der pensionierte Oberst Canfer Balçık und Hüseyin Yıldırım wurden freigelassen.

### 2011
18. Februar 2011: Die am Montag (13. Februar) im Rahmen der Ergenekon-Ermittlungen festgenommenen Soner Yalçın, Journalist und Besitzer von OdaTV, Barış Terkoğlu, der die Website betreut, Ayhan Bozkurt und Barış Pehlivan wurden durch den Staatsanwalt verhört und kamen bis auf Ayhan Bozkurt anschließend in U-Haft. Der amerikanische Botschafter Philip Crowley und das amerikanische Außenministerium haben die Festnahmen im Zusammenhang mit der Pressefreiheit kritisiert.
3. März 2011: 9 Journalisten wurden festgenommen. Neben Ahmet Şık und Nedim Şener wurden in Istanbul Sait Çakır (OdaTV) und Yalçın Küçük (Buchautor, der schon zu den Angeklagten im Ergenekon-Verfahren gehört) festgenommen. In Ankara waren es Doğan Yurdakul, Mumtaz Idil, Coşkun Musluk, Müyesser Yıldız und İklim Bayraktar (alle von Oda TV).
6. März 2011: Nedim Şener, Ahmet Şık, Müesser Yıldız, Doğan Yurdakul, Suat Çakır, Yalçın Küçük und Coşkun Musluk kamen unter dem Vorwurf, der Geheimorganisation Ergenekon anzugehören, in Untersuchungshaft. Der Entwurf eines Buches von Ahmet Şık mit dem Titel „Die Armee des Imam“ (tr: İmamın Ordusu) wurde verboten, erschien kurz darauf aber im Internet.
20. März 2011: Von den 9 Personen, die im Zusammenhang mit dem Morden im Verlag Zirve in Malatya am 18. April 2007 festgenommen worden waren, kamen 7 in U-Haft, darunter der ehemalige Kommandant der Gendarmerie in Malatya, Mehmet Ülger, und Ruhi Abat von der theologischen Fakultät der Universität Inönü.
11. März 2011: Kaşif Kozinoğlu, der für den Nahen Osten zuständige Geheimdienstler, wurde von der 14. Großen Kammer für schwere Straftaten in Istanbul in Haft genommen. Sein Name soll in Dokumenten, die bei OdaTV gefunden wurden, erwähnt sein.

### 2012
5. Januar 2012: Gegen den ehemaligen Generalstabschef und Befehlshaber der Türkischen Armee İlker Başbuğ wurde nach 7-stündigem Verhör durch die Staatsanwaltschaft Istanbul zum „Internet Memorandum“ (tr: İnternet Andıcı) von der 12. Kammer für schwere Straftaten in Istanbul ein Haftbefehl ausgestellt. Başbuğ wurde im Gefängnis in Silivri inhaftiert und wies die Anschuldigungen zurück.

## Rücktritt der türkischen Militärführung
Im Juli 2011 traten die Führer von drei der vier Waffengattungen des türkischen Militärs aus Protest gegen die langjährige Inhaftierung von 250 Offizieren wegen angeblicher Verschwörung gegen die Regierungspartei AKP und Recep Tayyip Erdoğans Regierung geschlossen zurück.

## Die Anklageschriften
Die Anklageschriften sind teilweise sehr umfangreich.
14. Juli 2008: Die 13. Große Kammer für schwere Straftaten in Istanbul erhielt eine Anklageschrift gegen 86 Personen (48 davon in U-Haft). Unter den Aktionen mit dem Ziele die Regierung zu stürzen, wurden der Angriff auf den Staatsrat (Türkei) und die Bombardierung der Zeitung Cumhuriyet aufgelistet. Der Anklageschrift von 2455 Seiten liegen Dokumente in 441 Akten zugrunde. Neben dem Vorwurf des versuchten Umsturzes wurde den Angeklagten auch Mitgliedschaft oder Unterstützung einer bewaffneten Organisation, Besitz von Sprengstoff, Besitz von Geheimdokumenten, Aufstachelung zu militärischem Ungehorsam und öffentlicher Aufruf zu Hass und Feindschaft des Volkes zur Last gelegt. Die Ermittlungen gegen 36 Verdächtige wurden eingestellt.
Die inhaftierten Angeklagten waren: Veli Küçük, Doğu Perinçek, Kemal Kerinçsiz, Muzaffer Tekin, Mehmet Zekeriya Öztürk, Oktay Yıldırım, Mehmet Demirtaş, Mahmut Öztürk, Gazi Güder, Halil Behiç Gürcihan, İsmail Yıldız, Ergün Poyraz, Bekir Öztürk, Mete Yalazgil, Aydın Yüksek, Muzaffer Şenocak, Fikret Emek, Sevgi Erenerol, Muammer Karabulut, Vedat Yenerer, Ümit Oğustan, Sami Hoştan, Vatan Bölükbaşoğlu, Orhan Tunç, Ümit Sayın, Enin Gürses, Serhan Bolluk, Mehmet Adnan Akfırat, Hikmet Çiçek, Hayati Özcan, Hayrettin Ertekin, Nusret Senem, Abdülmuttalip Tonçer, Fikri Karadağ, Hüseyin Görüm, Erkut Ersoy, Kahraman Şahin, Erol Ölmez, Abdullah Arapoğulları, Oğuz Alpaslan Abdülkadir, Muhammet Yüce, Selim Akkurt, Hüseyin Gazi Oğuz, Rasim Görüm, Ali Kutlu, Murat Çağlar.
Angeklagt aber nicht in Haft waren: İlhan Selçuk, Kemal Alemdaroğlu, Ferid İlsever, Ali Yiğit, Ayşe Asuman Özdemir, Kemal Şahin, Mehmet Murat Yücel, Feridun Refik Nuhoğlu, Hayrullah Mahmud Özgür, Fuat Ermiş, Tuğrul Derme, Rafet Arslan, Zeki Yurdakul Çağman, Tuncay Hacıbektaşoğlu, Saipir Debzlelvidze (Çeçen), İsmail Eksik, Güler Kömürcü, Emin Caner Yiğit, Sedat Peker, Semih Tufan Gülaltay, Ali Yasak, İbrahim Benli, Mahir Çayan Güngör, Yusuf Tunçer, Aydın Gergin, Yusuf Beşirik, Fuat Turgut, Murat Özkan, Satılmış Balkaş, Asım Demir, Atilla Aksu, Erdal İrten, Raif Görüm, Yusuf Görüm, Recep Gökhan Sipahioğlu, Coşkun Çalık, Ayhan Çelik, Tanju Okan, Yaşar Arslanköylü, İhsan Göktaş.
26. Juli 2008: Die 13. Große Kammer für schwere Straftaten in Istanbul nahm die Anklageschrift an und setzte die erste Verhandlung auf dem 20. Oktober 2008 fest. Nach einem geheimen Zeugen Nr. 9 soll Veli Küçük den Befehl für die Ereignisse im Stadtteil Gazi gegeben haben. Die Anklage behauptet auch, dass Attentate auf den General Yaşar Büyükanıt, Premierminister Recep Tayyip Erdoğan, den Politiker Ahmet Türk, den Patriarchen Bartholomäus, den Schriftsteller Orhan Pamuk und den Journalisten Fehmi Koru geplant waren.
Zum Sprengstoff, der am 12. Juni 2007 in Ümraniye (Istanbul) gefunden wurde und der Ausgangspunkt der Ermittlungen wurde, konnten die Staatsanwälte nicht ermitteln, wozu und wann der eingesetzt werden sollte.

### 2009
14. Januar 2009: Im Rahmen der Ermittlungen forderte die 13. Große Kammer für schwere Straftaten in Istanbul die Akten zum Mord am General Bahtiyar Aydın am 22. Oktober 1993 im Kreis Lice (Diyarbakır) und den Mord am Oberst Rıdvan Özden am 14. August 1995 im Kreis Savur (Mardin) an.
23. Januar 2009: Das Generaldirektorat für Sicherheit und die Oberste Kommandantur der Gendarmerie teilten dem Gericht in Istanbul mit, dass ihnen eine Organisation mit dem Namen Ergenekon nicht bekannt sei. Von der Staatsanwaltschaft in Kocaeli wurde mitgeteilt, dass in der Zeit, in der Veli Küçük in Kocaeli stationiert war, die Morde an Murat Baysal, Remziye Kurnaz, Hüseyin Oruç und Hasan Doğan als Morde unerkannter Täter registriert wurden.
8. März 2009: Die zweite Anklageschrift mit 1909 Seiten, in denen die Personen angeklagt sind, die von der 6.–8. Verhaftungswelle betroffen waren, wurde der 13. Großen Kammer für schwere Straftaten in Istanbul vorgelegt. Betroffen waren 56 Verdächtige, von denen sich 21 in U-Haft befanden. Die Anklageschrift wurde den Anwälten am 25. März 2009 zugestellt. An erster Stelle der Angeklagten steht der pensionierte General Şener Eruygur. Der Beginn des Verfahrens wurde auf den 20. Juli 2009 festgesetzt.

### 2010
27. Januar 2010: Die 12. Große Kammer für schwere Straftaten in Istanbul hat die Anklageschrift zu 17 Personen, fünf davon in Haft im Zusammenhang mit Funden von Munition in Poyrazköy (Istanbul) zwischen dem 21. und 28. April 2009 angenommen. Die Schrift hat 300 Seiten und fußt auf Dokumenten in 24 Akten. Die erste Verhandlung wurde auf den 9. April 2010 festgelegt. Bei den Angeklagten handelt es sich um Tayfun Duman, Ergin Geldikaya, Levent Bektaş, Mustafa Turhan Ecevit, Ercan Kireçtepe, Eren Günay, Erme Onat, İbrahim Koray Özyurt, Şafak Yürekli, Muharrem Nuri Alacalı, Levent Görgeç, Mert Yanık, Dora Sungunay, Halil Cura, Sadettin Doğan, Ferudun Arslan und Ali Türkşen. Die Vorwürfe reichen von unerlaubtem Waffenbesitz, über Mitgliedschaft in einer bewaffneten Organisation bis zum Umsturz des Parlaments.
4. Februar 2010: Die 12. Große Kammer für schwere Straftaten in Istanbul hat die Anklageschrift zu 19 Personen, neun davon in Haft im Zusammenhang mit geplanten Attentaten auf zwei Admirale und dem Besitz von TNT und Drogen angenommen. Die erste Verhandlung sollte am 7. Mai 2010 sein. Dann werde entschieden, ob das Verfahren mit dem Poyrazköy Verfahren zusammengelegt wird. Die 166 Seiten umfassende Anklageschrift nennt folgende Angeklagte: Faruk Akın, Sinan Efe Noyan, Alperen Erdoğan, Burak Düzalan, Yakut Aksoy, Tarık Ayabakan, Ülkü Öztürk, Ali Seyhur Güçlü ve Sezgin Demirel, Fatih Göktaş, Burak Amaç, Burak Özkan, Yiğithan Göksu, Oğuz Dağnık, Koray Kemiksiz, Levent Çakın und Mehmet Orhan Yücel. Ihnen wird der Besitz von Munition und Drogen und unerlaubtes Speichern von persönlichen Informationen sowie die Mitgliedschaft in einer bewaffneten Organisation zur Last gelegt. Das Verfahren wird im Gerichtsgebäude in Beşiktaş durchgeführt werden.
15. Juni 2010: Vor der 12. Großen Kammer für schwere Straftaten in Istanbul begann das Verfahren gegen 33 Angeklagte, von denen sich 3 in U-Haft befanden. Sie sollen in den Aktionsplan Käfig (tr: Kafes Eylem Planı) involviert gewesen sein. Das Gericht ließ die Zeitung Agos als Nebenkläger zu. Die 65 Seiten umfassende Anklageschrift sieht die Offiziere Ahmet Feyyaz Öğütçü, Kadir Sağdıç und Mehmet Fatih İlgar als die „Drahtzieher“ an, die direkt mit der bewaffneten Organisation „Ergenekon“ zusammen gearbeitet haben. Den anderen Angeklagten Mücahit Erakyol, Deniz Erki, Tanju Veli Aydın, Emre Sezenler, Hüseyin Doğancı, İsmail Bak, Metin Samancı, Levent Gülmen, Aydın Ayhan Saraçoğlu, Bülent Aydın, Bora Coşkun, Süleyman Erharat, Murat Aslan, Emre Tepeli, İbrahim Öztürk, Halil Özsaraç, Gürol Yurdunal, Ümit Özbek, Bülent Karaoğlu, Daylan Muslu, Hüseyin Erol, Mehmet İnce, Alpay Belleyici, İsmail Zühtü Tümer, Levent Olcaner, Özgür Erken, Metin Fidan, Türker Doğanca, Mesut Adanur und Metin Keskin wird Mitgliedschaft in einer bewaffneten Organisation zur Last gelegt.
8. Oktober 2010: Der Istanbuler Staatsanwalt Kasım İlimoğlu schickte eine Anklageschrift gegen 2 Angeklagte mit dem Antrag auf Zusammenlegung mit dem Ergenekon-Verfahren an die 13. Große Kammer für schwere Straftaten in Istanbul geschickt. Das Verfahren gegen die nicht inhaftierten Bekir Çelik und Erhan Gönenci sollte am 29. November 2010 beginnen. In dem Verfahren geht es um ein geplantes Attentat am armenischen Juwelier Minas Durmazgüler in Sivas. Daran sollen neben den zwei Angeklagten auch die im 2. Ergenekon-Verfahren angeklagten İbrahim Şahin, Oğuz Bulut und Ersin Gönenci beteiligt gewesen sein.
10. Dezember 2010: Die 12. Große Kammer für schwere Straftaten in Istanbul hat die 342 Seiten starke Anklageschrift gegen Gülseven Yaşer, ehemalige Vorsitzende der Stiftung für eine zeitgenössische Bildung (Çağdaş Eğitim Vakfı), Ayşe Yüksel, von der Universität in Van und dortige Vorsitzende im Verein zur Unterstützung eines zeitgenössischen Lebens (Çağdaş Yaşamı Destekleme Derneği ÇYDD), den pensionierten Oberst Aydın Ortabaşı und die Mitglieder der 68er Stiftung Mustafa Namık Kemal Boya, Halime Filiz Meriçli, Hamdi Gökhan Ecevit, Ömer Sadun Okyaltırık und Fatma Nur Gerçel, denen Mitgliedschaft in der bewaffneten Terrororganisation „Ergenekon“ zur Last gelegt wird, angenommen. Es wurde festgestellt, dass Gülseven Yaşer flüchtig ist. Die erste Verhandlung wurde auf den 18. März 2011 festgelegt. Die Kammer wird im Gerichtsgebäude in Beşiktaş tagen und später entscheiden, ob dieses Verfahren mit dem Verfahren zu Poyrazköy zusammengelegt wird.

### 2011
31. Januar 2011: Im Sitzungssaal, der im Gefängnis von Silivri errichtet wurde, begann die 13. Große Kammer für schwere Strafsachen in Istanbul das Verfahren gegen den in U-Haft befindlichen Yusuf Erikel und die nicht inhaftierten Angeklagten Hayri Bildik, Aydoğan Aksüngü, Maruf Şinik, Recep Taylan, Hakan Arıkan, Hakan Akdoğan und Adem Uzun. Die Staatsanwälte Mehmet Ali Pekgüzel und Nihat Taşkın verlasen die 147-seitige Anklageschrift. Bei der technischen Überwachung von Yusuf Erikel, der zuvor die im Ergenekon-Verfahren Angeklagten Durmuş Ali Özoğlu, Kemal Aydın und Neriman Aydın vertreten habe und den anderen Verdächtigen hätten sich organisatorische Verbindungen ergeben. Gegen den Angeklagten Yusuf Erikel wurde erschwerte lebenslange Haft wegen des Versuches, die Regierung abzusetzen, beantragt. Die anderen Angeklagten sollen wegen Mitgliedschaft in einer bewaffneten Organisation Strafen zwischen 7,5 und 15 Jahren Haft erhalten.
1. März 2011: Die 12. Große Kammer für schwere Straftaten in Istanbul nahm Anfang März 2011 eine vom Staatsanwalt Cihan Kansız vorbereitete 34-seitige Anklageschrift gegen vier Angeklagte an. Die Ermittlungen gehen auf Waffenfunde im August 2010 zurück. An den Orten, die der Angeklagte Ulaş Özel genannt hatte, wurden u. a. eine Kalaschnikow, mehrere Handgranaten und 2 Glock 17 Pistolen gefunden. Laut Anklageschrift hatte Ulaş Özel der bewaffneten Organisation TİKKO angehört, hatte Reue gezeigt, um dann mit anderen „Abtrünnigen“ für JİTEM zu arbeiten. Laut Anklage hatten die Angeklagten Kontakt zu Personen, die in anderen Ergenekon-Verfahren angeklagt sind. Der Angeklagte Hüseyin Yanç soll vor seiner Arbeit für JİTEM Mitglied des PKK-Zweiges Kongra-Gel gewesen sein, während Okan İşgör zur radikal-islamischen Organisation İBDA-C gehört haben soll.
6. April 2011: Vor der 14. Großen Kammer für schwere Straftaten in Istanbul wurde gegen den inhaftierten Özkan Kurt verhandelt. Er soll den Staatsanwalt Zekeriya Öz in seiner Eigenschaft als Chefankläger im Ergenekon-Verfahren bedroht haben. Das Gericht entschied auf Zusammenlegung mit dem Hauptverfahren. Das Verfahren beruht auf einem Fax vom 31. März 2010, das mit dem Satz endet: ″Sie werden enden wie Abdi İpekçi und Uğur Mumcu″.
27. Mai 2011: Im Zusammenhang mit Dokumenten, die bei der Durchsuchung der Marine-Kommandantur in Gölcük gefunden wurden, gab es eine weitere Anklage, die von der 12. Kammer für Schwere Straftaten in Istanbul angenommen wurde. Die erste Verhandlung wurde auf den 23. August angesetzt. Hier soll entschieden werden, ob das Verfahren mit dem Verfahren zu Poyrazköy zusammengelegt wird. Einige der Angeklagten sind sowohl in diesem als auch dem Verfahren Schlaghammer angeklagt und befinden sich im letzteren Verfahren in U-Haft. Es sind Admiral Kadir Sağdıç, Oberst Ali Türkşen, Oberst Hüseyin Hançer, Unteroffizier Halil Cura, Hauptgefreiter İsmail Bak und der Arbeiter Tanju Veli Aydın. Aufgrund der jetzigen Anklageschriften befinden sich Major Kemalettin Yakar, Major Behçet Altıntaş, Major Mehmet Cem Cağlar und der Unteroffizier Erdinç Yıldız in U-Haft.
22. Juli 2011: Nach Abschluss der Ermittlungen unter dem Titel „Internet Memorandum“ (tr: İnternet Andıcı) erhob Staatsanwalt Cihan Kansız Anklage bei der 13. Großen Kammer für schwere Straftaten in Istanbul. Gleichzeitig beantragte er die Zusammenlegung dieses Verfahrens mit dem Verfahren „Aktionsplan zur Bekämpfung der Reaktion“. Unter den 19 Angeklagten sind 14 Offiziere im aktiven Dienst, 4 pensionierte Offiziere und ein ziviler Beamter. Sie werden nach Artikel 312 des Türkischen Strafgesetzbuches beschuldigt, den Versuch gemacht zu haben, die Regierung zu beseitigen. Darauf steht erschwerte lebenslange Haft.
8. August 2011: Die 13. Große Kammer für schwere Straftaten in Istanbul hat gegen 14 Angeklagte aus dem Verfahren „Internet Memorandum“ Befehle zur Ergreifung ausgestellt. Die Kammer befasste sich mit dem Antrag des Staatsanwalts und beschloss, dieses Verfahren mit dem Verfahren „Aktionsplan zur Bekämpfung der Reaktion“ zusammenzulegen. Die erste Verhandlung wurde auf den 12. September 2011 angesetzt.
26. August 2011: In einer 134-seitigen Anklageschrift wurden 14 Personen, 12 von ihnen in Untersuchungshaft, beschuldigt, Gründer, Leiter, Mitglieder oder Unterstützer der „bewaffneten Terrororganisation Ergenekon“ zu sein. Die Anklage geht auf Durchsuchungen beim Nachrichtenportal OdaTV und Festnahmen von vorwiegend Journalisten im Februar und März 2011 zurück. Zu den inhaftierten Angeklagten gehören Yalçın Küçük, Soner Yalçın, Ahmet Şık, Hanefi Avcı, Nedim Şener, Barış Terkoğlu, Barış Pehlivan, Doğan Yurdakul, Müesser Uğur, Coşkun Musluk, Sait Çakır und Kaşif Kozinoğlu. Angeklagt aber nicht in Haft sind Ahmet Mümtaz İdil und İklim Ayfer Kaleli. Der Anklageschrift zufolge werden die Journalisten Ahmet Şık und Nedim Şener beschuldigt, der Terrororganisation geholfen zu haben. Darauf steht eine Strafe von 7,5 bis 15 Jahren Haft. Yalçın Küçük wird als Leiter der Organisation beschuldigt. Das Verfahren gegen neun Verdächtige wurde eingestellt. Die vom Staatsanwalt Cihan Kansız geschriebene Anklageschrift ist die erste Anklageschrift, die der neu gegründeten 16. Kammer für schwere Straftaten vorgelegt wurde.
12. September 2011: Die erste Verhandlung wurde auf den 22. November 2011 anberaumt und soll an der 16. Großen Kammer für schwere Straftaten in Çağlayan (Istanbul) stattfinden.
22. November 2011: In der ersten Verhandlung stellten die Anwälte einen Befangenheitsantrag gegen den vorsitzenden Richter Resul Çakır. Das Gericht beschloss, den Befangenheitsantrag an die 17. Kammer für schwere Straftaten in Istanbul zu schicken und vertagte sich auf den 26. Dezember 2011. Erst nach einer Entscheidung über den Befangenheitsantrag soll über eine mögliche Haftentlassung der Angeklagten entschieden werden.

## Gerichtsverhandlungen
Bis auf ein Verfahren in Erzurum finden alle Verfahren vor Großen Kammer für schwere Straftaten in Istanbul statt. In Istanbul sind die Kammern 9–14 die Nachfolger der bis 2004 existierenden Staatssicherheitsgerichte, die die Nummer 1–6 hatten. Die großen Prozesse finden in einem Gerichtssaal im Gefängnis Silivri statt. Im Juni 2009 wurde eine Sporthalle zu einem Gerichtssaal umfunktioniert, damit ausreichend Platz für alle Beteiligten und Publikum vorhanden ist.
22. Juni 2007: Die 11. Große Kammer für schwere Straftaten in Ankara verhandelte wegen des Überfalls auf den Staatsrat vom 17. Mai 2006 und drei Bombenattentate auf die Zeitung Cumhuriyet in Istanbul gegen 8 Angeklagte. Da der Fund von Waffen und Sprengstoff in Ümraniye (Istanbul) im Zusammenhang mit den Anschlägen stehen könne, forderte das Gericht die Ermittlungsakte gegen die Offiziere Muzaffer Tekin und Mahmut Öztürk an. Mehmet Tekin war im Rahmen der Ermittlungen in Ankara festgenommen, aber wieder freigelassen worden. Das Gericht lehnte die Anträge auf Haftentlassung der Angeklagten Osman Yıldırım, Aykut Metin Şükre und Tekin Irşi ab.

### 2008
20. Oktober 2008: Das Ergenekon-Verfahren begann vor der 13. Großen Kammer für schwere Straftaten in Istanbul. Weitere Sitzungen fanden am 23. und 27. Oktober statt. Am 27. Oktober 2008 wurde mit der Verlesung der Anklageschrift begonnen. Die Verlesung dauerte bis zum 13. November 2008.
18. November 2008: Nach der Aussage des Unteroffiziers Mahmut Öztürk wurde dessen Haftentlassung angeordnet.
15. Dezember 2008: In der 26. Sitzung kam der Angeklagte Nr. 1, General Veli Küçük das erste Mal zu Wort. Er behauptete, dass die Aussage von Tuncay Güney unter Druck aufgenommen wurde und einem Szenario diene. Unter Hinweis auf 40 Jahre Dienst „für die türkische Nation“ lehnte er die Vorwürfe als „völlig unbegründet“ ab. Nicht er sei das Ziel, sondern die nicht kirchliche und unabhängige Republik. In seiner Region sei es nicht zu Morden unerkannter Täter (tr: faili meçhul) gekommen. Wenn, dann habe er sie aufgeklärt. In der Anklageschrift werde beharrlich der Name JİTEM verwandt. Die Intelligenzabteilung der Gendarmerie habe keine außergesetzlichen Aktivitäten entfaltet. Dies sei ein Angriff auf die türkischen Streitkräfte.
30. Dezember 2008: Dozent Ümit Sayın sagte aus. Er lehnte die Vorwürfe ab.

### 2009
5. Januar 2009: In der 36. Sitzung wurde Ümit Sayın befragt. Er beschuldigte die Föderation der Arbeiter aus der Türkei in Europa und Şebnem Korur Fincancı separatistischer Aktivitäten. Sie hätten vom Völkermord an Pontos-Griechen, den Armeniern und Kurden gesprochen.
23. Januar 2009: Die Angeklagten Vedat Yenerer, Orhan Tunç und Muammer Karabulut wurden aus der U-Haft entlassen.
3. Februar 2009: Das Gericht beschloss, die Namen auf einer Liste des Geheimdienstes, die sich in der Akte 442 befindet, nicht bekannt zu geben.
6. Februar 2009: Der pensionierte General Hurşit Tolon wurde mangels Beweisen freigelassen.
3. April 2009: Das Gericht verhängte ein Publikationsverbot zur Aussage von Tuncay Güney aus dem Jahre 2001.
7. April 2009: Die Aufnahmen vom Verhör von Tuncay Güney (Teile, die zuvor als fehlend bezeichnet wurden) deuten auf Folter hin. Als Folterer wird Adil Serdar Saçan identifiziert, der die Abteilung zur Bekämpfung organisierter Kriminalität im Polizeipräsidium Istanbul leitete.
21. April 2009: Kemal Kerinçsiz beendete seine Aussage, die er in der 66. Sitzung begann, in der 78. Sitzung.
20. April 2009: Die 11. Große Kammer für schwere Straftaten in Ankara nahm das Verfahren wegen des Überfalls auf den Staatsrat im Mai 2006 wieder auf, nachdem die 9. Strafkammer des Kassationshofs das Urteil aufgehoben hatte. Danach ordnete es die Zusammenlegung mit dem Ergenekon-Verfahren in Istanbul an.
9. Mai 2009: Die 13. Große Kammer für schwere Straftaten in Istanbul ordnete die Entlassung der Angeklagten Halil Behiç Gürcihan, Rasim Görüm, Abdullah Arapoğulları, Oğuz Alparslan Abdülkadir und Bekir Öztürk an und verband das Verfahren wegen des Überfalls auf den Staatsrat mit dem Ergenekon-Verfahren.
13. Juni 2009: Das gleiche Gericht ordnete die Entlassung von Mete Yalazangil, Mehmet Adnan Akfırat, Ali Kutlu und Murat Çağlar an.
25. Juni 2009: Die Entlassung des ehemaligen Rektors der Uludağ-Universität, Mustafa Yurtkuran, wurde nach dem 4. Antrag der Anwälte aus Gesundheitsgründen angeordnet.
20. Juli 2009: Das Verfahren zur 2. Anklage mit 56 Angeklagten begann. Das Gericht beschloss, das Verfahren zur 3. Anklageschrift mit 52 Verdächtigen (37 davon in U-Haft) zu verbinden und der 13. Großen Kammer für schwere Straftaten in Istanbul zu übergeben.
4. August 2009: Die 13. Große Kammer für schwere Straftaten in Istanbul akzeptierte die Anklageschriften, verband die Verfahren und setzte den Beginn der Verhandlungen auf den 7. September 2009 fest.
28. August 2009: Im Verfahren zur 1. Anklage beschloss das Gericht das Verfahren gegen die „Vereinten Kräfte der vaterlandsliebenden Kräfte“ (tr: Vatansever Kuvvetler Güç Birliği), das vor der 11. Großen Kammer für schwere Straftaten in Ankara anhängig wart, mit diesem Verfahren zu verbinden.
19. Oktober 2009: Im Verfahren zur 1. Anklage ordnete das Gericht die Entlassung von Erol Ölmez, Kahraman Şahin und Ümit Oğuztan an.
25. November 2009: Im Verfahren zur 2. Anklage wurden der Leutnant Onur Özdemir und die Unteroffiziere İlhan Bulayır und Murat Eke, sowie die Polizeibeamten Kemalettin Balcı und Bülent Güngördü aus der Haft entlassen. Das Gericht vertagte sich auf den 14. Dezember 2009.
30. Dezember 2009: Im Verfahren zur 1. Anklage wurde der inhaftierte Angeklagte Osman Yıldırım verhört. Das Gericht vertagte sich auf den 25. Januar 2009.

### 2010
15. Januar 2010: In der 31. Verhandlung im 2. Ergenekon-Verfahren wurde Adil Serdar Saçan aus der U-Haft entlassen. Er befand sich seit September 2008 in Haft. Ihm wird Mitgliedschaft in einer bewaffneten Organisation vorgeworfen.
30. Januar 2010: Im Hauptverfahren wurden Emin Gürses, Ümit Sayın und Muhammet Yüce aus der U-Haft entlassen. Die Verhandlung wurde auf den 22. Februar 2010 vertagt. In der Verhandlung vom 7. Dezember 2010 hatte Ümit Sayın gesagt, dass er der geheime Zeuge mit dem Decknamen „Anadolu“ sei. Sein Anwalt hatte daraufhin sein Mandat nieder gelegt.
20. Februar 2010: Im 2. Ergenekon-Verfahren wurde Kenan Temur aus der U-Haft entlassen. Die Verhandlung wurde auf den 8. März vertagt.
8. März 2010: Am 6. August 2009 hatte der Anwalt von Levent Ersöz, Ali Rıza Dizdar den Angeklagten Y.D. als geheimen Zeugen „entlarvt“. Dieser hatte danach gesagt, dass er bei der Polizei unter psychischem Druck ausgesagt habe. Auch in der Anklage gegen den Staatsanwalt İlhan Cihaner haben 12 geheime Zeugen, deren Aussagen 55 Seiten in Anspruch nehmen, eine große Bedeutung. Drei davon sind inzwischen „enttarnt“.
19. März 2010: Im 2. Ergenekon-Verfahren wurde der Oberst Mustafa Koç aus der Haft entlassen. 40 Angeklagte verblieben in U-Haft. Die Verhandlung wurde auf den 5. April vertagt.
17. April 2010: Im 2. Ergenekon-Verfahren wurden die seit 18 Monaten in U-Haft befindlichen Hüseyin Keskin und Cihan Arık aus der Haft entlassen, Die Verhandlung wurde auf den 3. Mai vertagt.
3. Juni 2010: Im 2. Ergenekon-Verfahren hat der pensionierte General Levent Ersöz seine 350 Seiten umfassende Aussage per Videokonferenz aus dem Krankenhaus der Medizinischen Fakultät Cerrahpaşa verlesen. Er verneinte darin, geheime Treffen u. a. mit Journalisten von Cumhuriyet abgehalten zu haben.
18. Juni 2010: Die 11. Strafkammer am Kassationshof hat nach der Zusammenlegung des Verfahrens wegen „Amtsmissbrauch“ des Staatsanwalts İlhan Cihaner und das Verfahren gegen ihn und andere in Erzurum die Entlassung aller inhaftierten Angeklagten angeordnet. Neben İlhan Cihaner waren dies: Recep Gençoğlu, Nedim Ersan, Ersin Erkut, Murat Yıldız, Sabri Barkın İnce, Kıvılcım Üstel, Şenol Bozkurt, Şinasi Demir und Orhan Esirgen. Die 2. Große Kammer für schwere Straftaten in Erzurum wurde ermahnt, da die Akte bislang nicht nach Ankara geschickt wurde.
22. Juli 2010: Der Vorsitzende des Internationalen Friedensrats „Nikolaus“ (tr: Uluslararası Noel Baba Barış Konseyi) Muammer Karabulut hat ein Verfahren auf Entschädigung gegen drei Staatsanwälte im Ergenekon-Verfahren angestrengt. Er sei ihretwegen 11 Monate in Untersuchungshaft gewesen, obwohl klar war, dass bei ihm keine Geheimdokumente gefunden wurden. Das habe sich aber erst in der 41. Verhandlung nach 11 Monaten Haft herausgestellt. Der Geschädigte verlangte von jedem der drei Staatsanwälte Zekeriya Öz, Mehmet Ali Pekgüzel und Nihat Taşkın je 30.000 Lira als Entschädigung. Das Verfahren wird in Antalya durchgeführt werden.
23. September 2010: Eine 6-köpfige Delegation aus Richtern, Staatsanwälten und Anwälten aus Deutschland kamen zum Gerichtsgebäude in Beşiktaş, um Semih Genç, der im Ergenekon-Verfahren Zeuge ist, ebenfalls als Zeuge zu vernehmen. Die Vernehmung im Rahmen der Amtshilfe steht im Zusammenhang mit einem Verfahren vor dem Landgericht Düsseldorf gegen ein führendes Mitglied der DHKP-C, Faruk Ereren. Die Staatsanwaltschaft in Deutschland wirft ihm vor, in den Mord an zwei türkischen Beamten im April 1993 und 11 Selbstmordattentaten in Istanbul und Ankara zwischen 2001 und 2005 verwickelt zu sein.
Semih Genç war 1993 aus dem Gefängnis Bayrampaşa als vermeintlich führendes Mitglied der DHKP/C ausgebrochen; später in Rumänien gefasst und an die Türkei ausgeliefert worden. In seiner Vernehmung vom 8. April 2008 zum Ergenekon-Verfahren behauptete er, die im Ergenekon-Verfahren angeklagten Sedat Peker und Ülkü Gökalp Güney zusammen mit einem Abgeordneten der AKP in Bukarest getroffen zu haben und aufgrund eines Deals mit ihnen in die Türkei zurückgekehrt zu sein.
30. September 2010: Im 2. Ergenekon-Verfahren kündigte der Angeklagte Durmuş Ali Özoğlu an, wichtige Details zu ungeklärten Mordfällen in der kommenden Sitzung vorzubringen. Er werde sagen, wer Eşref Bitlis, Cem Ersever und Turgut Özal getötet habe. Da seine Notizen an einem sicheren Ort seien, könne er dies nicht in der momentanen Verhandlung tun.
1. Oktober 2010: Zu den ungeklärten Morden sagte der Angeklagte Durmuş Ali Özoğlu: Eşref Bitlis starb, weil sein Flugzeug abgeschossen wurde. Cem Ersever sei der Mann von Eşref Pascha gewesen und auch getötet worden. Das habe nichts mit Ergenekon zu tun, sondern sei von einer Einheit gemacht worden, die in der Anti-Terror-Abteilung ausgebildet wurden.
7. Oktober 2010: In der 88. Sitzung des 2. Ergenekon-Verfahrens wurden der Gewerkschafter Mustafa Özbek sowie Fahri Kepek und Ayhan Atabek aus der U-Haft entlassen. Mustafa Özbek befand sich seit dem 25. Januar 2009 in Haft. Für 30 Angeklagte wurde die Fortdauer der U-Haft angeordnet und das Verfahren auf den 1. November vertagt.
23. Oktober 2010: Ohne Beschluss auf Ausschluss der Öffentlichkeit wurde im Verfahren Ergenekon (Erzincan) die Presse nicht zur Verhandlung vor der 2. Großen Kammer für schwere Straftaten in Erzurum zugelassen. Das Gericht vertagte sich auf den 24. Dezember 2010, da der am Kassationshof anhängige Konflikt wegen Zuständigkeit nicht geklärt wurde.
2. November 2010: In der 90. Sitzung des 2. Ergenekon-Verfahrens beschloss das Gericht, die Aussage vom pensionierten Oberst Arif Doğan, der vom Staatsanwalt Zekeriya Öz zu „ungeklärten Morden“ (tr: faili meçhul) vernommen worden war, beizuziehen und vertagte sich auf den 4. November 2010.
2. Dezember 2010: In der 165. Verhandlung meldete sich Alparslan Aslan, der als Schütze beim Attentat auf den Staatsrat angeklagt ist, zu Wort und beantragte, in den Genuss des Reuegesetzes zu kommen. Auf mehrfache Aufforderung des vorsitzenden Richters, Details zu schildern, beschränkte er sich auf die Feststellung, dass er bereue.
9. Dezember 2010: In der 169. Sitzung meldete sich der pensionierte General Veli Küçük zu Wort. Er beschwerte sich, dass ein Schema, das der Geheimdienst MIT aufgrund der Aussage des in Kanada lebenden Tuncay Güney angefertigt habe, wegen der Positionen, die dort erwähnte Personen innehätten, nicht bekannt gegeben werde. Er wisse aber, dass Personen wie der ehemalige Generalstabschef Hüseyin Kıvrıkoğlu, die ehemalige Premierministerin Tansu Çiller und Mehmet Ağar dazu gehörten. Er selber sei auch in dem Schema erwähnt, aber es gebe Personen unter und auch über ihm. Seine Befehlsgeber würde aber geheim gehalten. Er verlangte, dass die von ihm genannten Personen, deren Namen im Schema stünden, als Zeugen vor Gericht aussagten.
25. Dezember 2010: Vor der 2. Strafkammer in Silivri begann ein Prozess gegen 119 Angeklagte, die fast alle der Arbeiterpartei İP angehören. Sie hatten während der 149. Verhandlung im ersten Ergenekon-Verfahren am 7. Juni 2010 aus Protest gegen die Festnahme des Verteidigers Mehmet Cengiz den Saal verlassen und dabei Parolen gerufen. Ihnen wird Behinderung behördlicher Arbeit und indirekte Beleidigung von Beamten zur Last gelegt. Sie haben eine Strafe zwischen 2 und 5 Jahren Haft zu erwarten. Die Verhandlung wurde auf den 23. März 2011 vertagt.

### 2011
11. Januar 2011: Im Gefängnis von Silivri sollen die Untersuchungsgefangenen aus den Verfahren „nasse Unterschrift“ (tr: Islak İmza, Teil der Ergenekon-Ermittlungen wegen maschinell gefälschten Unterschriften) und der illegalen Organisation Devrimci Karargah verlegt werden. Sie sollen aus den L-Typ Gefängnissen 4 und 5 in das zu einem Typ-F-Gefängnis umgebaute Gefängnis Nr. 1 kommen.
30. März 2011: Der mit Sonderbefugnissen ausgestattete Staatsanwalt Zekeriya Öz wurde in die Stellvertretung des Oberstaatsanwalts in İstanbul versetzt. An seine Stelle trat Turan Çolakkadı.
Der bekannteste und umstrittenste Staatsanwalt der Türkei, Zekeriya Öz, wurde hinausbefördert, nämlich aus seiner Position als Anwalt mit besonderen Vollmachten in einem der wichtigsten politischen Prozesse der Türkei in den letzten Jahrzehnten, dem Ergenekon-Prozess.
1. April 2011: Im 2. Ergenekon-Verfahren wurde der Anwalt Yusuf Erikel aus der U-Haft entlassen. Er befand sich seit ca. einem Jahr in Haft. Der Antrag auf Haftentlassung war mit seiner Krankheit (Krebs) begründet worden.
8. April 2011: Im 2. Ergenekon-Verfahren entschied das Gericht auf Entlassung des Unternehmers Hüdayi Ünlüer, der sich seit 2 Jahren in U-Haft befand. Der vorsitzende Richter Köksal Şengün sprach sich für die Entlassung von weiteren 19 Angeklagten, darunter Mustafa Balbay und Tuncay Özkan aus, wurde aber überstimmt. Das Gericht vertagte sich auf dem 9. Mai 2011.
24. Mai 2011: Am 23. und 24. Mai 2011 hörte sich die 13. Große Kammer für schwere Straftaten in Istanbul im Rahmen des Verfahrens „eigenhändige Unterschrift“ (tr: Islak İmza) gegen 7 Angeklagte die Aussage eines geheimen Zeugen mit dem Decknamen „Efe“ an. Der Zeuge behauptete, dass es Treffen von Militärs, Unternehmer und Politikern in Erzincan gegeben habe, die vom Oberstaatsanwalt İlhan Cihaner geleitet worden seien. Cihaner habe auch Befehle zu (gewalttätigen) Aktionen gegeben, die zu Chaos in der Gesellschaft führen sollten. Das Verfahren wurde auf den 26. Mai 2011 vertagt.
25. Juli 2011: Die 12. Große Kammer für Schwere Straftaten in Istanbul hielt die erste Sitzung im Verfahren gegen vier Angeklagte im Zusammenhang mit Waffenfunden in Şile ab. Der Angeklagte Ulaş Özel sagte, dass er für die Kommandantur von JİTEM für das Gebiet Elazığ arbeitete, nachdem er zum Überläufer von TİKKO wurde. Drei bis vier Monate lang sei er aus der Haft zu Operationen gebracht worden. Für jeden getöteten Menschen hätten sie Geld erhalten. Bei den Operationen, an denen er teilnahm, seien 35 Mitglieder von TİKKO und 90 Mitglieder der PKK getötet worden. Nach der Aussage von Ulaş Özel wurde Haftbefehl gegen Okan İşgör und den PKK Überläufer Hüseyin Yanç erlassen. Der suspendierte Polizeibeamte Yusuf Ethem Akbulut ist als einziger nicht in Untersuchungshaft. Der Angeklagte Okan İşgör gab an, im Gefängnis Metris (Istanbul) 18 Monate mit Angehörigen der İBDA-C verbracht zu haben. Angehörige des Nachrichtendienstes hätten ihn besucht und er habe eine Aussage von 400 Seiten gemacht. Hüseyin Yanç sagte vor Gericht, dass Generäle ihn besuchten. Einer von ihnen, Osman Eker, sei wie ein Vater zu ihm gewesen.
22. November 2011: Vor der 16. Kammer für schwere Straftaten in Istanbul fand die erste Verhandlung im Verfahren gegen mittlerweile 13 Angeklagte, 11 davon in U-Haft, statt. Den Angeklagten, unter ihnen die Journalisten Ahmet Şık und Nedim Şener wird Mitgliedschaft und Unterstützung des Geheimbunds Ergenekon vorgeworfen. Die Anwälte stellten einen Befangenheitsantrag gegen den vorsitzenden Richter Resul Çakır. Das Gericht beschloss, den Befangenheitsantrag an die 17. Kammer für schwere Straftaten in Istanbul zu schicken und vertagte sich auf den 26. Dezember 2011. Erst nach einer Entscheidung über den Befangenheitsantrag soll über eine mögliche Haftentlassung der Angeklagten entschieden werden.

### 2012
12. März 2012: Im Verfahren gegen das Portal OdaTV wurden die Journalisten Ahmet Şık und Nedim Şener aus der Haft entlassen, ebenso wie Coşkun Musluk und Sait Çakır, Reporter des Nachrichtenportals. Das Verfahren wurde auf den 18. Juni 2012 vertagt.
5. April 2012: Das unter dem Titel „Aktionsplan zum Kampf gegen Fundamentalismus“ (tr: İrtica ile Mücadele Eylem Planı) bekannte Verfahren wurde mit dem 2. Ergenekon-Verfahren zusammengelegt, sodass die Zahl der Angeklagten auf 147 gestiegen ist. Von ihnen befinden sich 33 in Untersuchungshaft.
14. September 2012: Im Verfahren gegen OdaTV wurden die Mitarbeiter Barış Terkoğlu und Barış Pehlivan aus der Haft entlassen. Es war die 13. Verhandlung vor der 16. Kammer für schwere Straftaten in Istanbul. Soner Yalçın, Hanefi Avcı und Yalçın Küçük verblieben in Untersuchungshaft. Die Verhandlungen wurden auf den 16. November 2012 vertagt.
15. Oktober 2012: Im Verfahren Poyrazköy fand die 23. Verhandlung vor der 12. Kammer für schwere Straftaten in Istanbul statt. Daran nahmen 18 inhaftierte (8 von ihnen aufgrund von Haftbefehlen in anderen Verfahren) und 20 nicht inhaftierte Angeklagte teil. Es wurden Zeugen gehört.
6. November 2012: In der 255. Sitzung des Hauptverfahrens vor der 13. Kammer für schwere Straftaten in Istanbul wurde der ehemalige Kommandant der Volksbefreiungsarmee Kurdistans (ARGK, bis 2000 der bewaffnete Arm der Arbeiterpartei Kurdistans), Şemdin Sakık als der geheime Zeuge mit dem Decknamen „Deniz“ gehört. Seine eher allgemeinen Angaben führten zu scharfen Kommentaren in den türkischen Medien.

### 2013
18. März 2013: Vor der 13. Kammer für schwere Straftaten in Istanbul haben die Staatsanwälte im zentralen Verfahren gegen Ergenekon ihr Plädoyer gehalten. Das 2271 Seiten umfassende und auf 90 Seiten zusammengefasste Plädoyer geht von der Existenz einer „Terrororganisation“ Ergenekon aus. Für fünf der 275 Angeklagten wurde Freispruch gefordert. Die Verfahren gegen andere fünf Angeklagte, die nicht gefasst werden konnten, sollen abgetrennt werden. Gegen drei mittlerweile verstorbene Angeklagte wurde auf Einstellung der Verfahren plädiert.
Im Falle von 96 Angeklagten sahen die Staatsanwalt den Vorwurf der Mitgliedschaft in einer bewaffneten Vereinigung als gegeben an und forderten Haftstrafen von 7,5 bis 15 Jahren. Gegen 64 Angeklagte, darunter die für die Republikanische Volkspartei (CHP) gewählten, aber weiterhin in Haft befindlichen Mustafa Balbay und Mehmet Haberal, sowie der ehemalige Generalstabschef İlker Başbuğ und die pensionierten Generäle Hasan Iğsız, Nusret Taşdeler und Hurşit Tolon forderten die Staatsanwälte die Höchststrafe: erschwerte lebenslange Haft. Die Forderung wurde mit einem Verstoß gegen den Artikel 312 des neuen türkischen Strafgesetzes begründet. Er stellt den „gewaltsamen Versuch, die Regierung vollständig oder teilweise von der Ausübung ihrer Aufgaben abzuhalten“ unter Strafe. Mit dem Plädoyer beantragten die Staatsanwälte auch die Ausstellung von Befehlen zur Ergreifung von 19 Personen und forderten die Fortdauer der Haft von 61 Angeklagten.

### 2014
18. September 2014: Vor der 5. Kammer für schwere Straftaten am Gericht Anadolu (der Gerichtskomplex liegt im Landkreis Kartal in Istanbul) fand eine weitere Verhandlung im „Poyrazköy“ Verfahren statt (in Poyrazköy wurde Munition gefunden). Dieses Verfahren hat nach der Zusammenlegung mit den Verfahren unter den Bezeichnungen „Käfig-Aktions-Plan“, „Attentat auf Admirale“ und ÇYDD-ÇEV (Verein zur Unterstützung eines zeitgenössischen Lebens und Stiftung für zeitgenössisches Leben) 86 Angeklagte, von denen sich niemand mehr in Untersuchungshaft befindet. Das Gericht hob das Ausreiseverbot gegen 26 Angeklagte auf, ordnete Gutachten zu beschlagnahmten CDs und DVDs an und vertagte sich auf den 21. Januar 2015.

## Urteile

### 2013
5. August 2013: Das im Gefängniskomplex von Silivri tagende Gericht unter Richter Hasan Hüseyin Özese verurteilte 19 Angeklagte, darunter den früheren Generalstabschef İlker Başbuğ und den Journalisten Tuncay Özkan, zu lebenslanger Haft; andere Angeklagte, darunter Journalisten, Oppositionsabgeordnete, ein ehemaliger Polizeichef und ein ehemaliger Leiter der türkischen Hochschulbehörde, wurden zu langjährigen Haftstrafen verurteilt. Der Richter sah es als erwiesen an, dass die Angeklagten einen Staatsstreich gegen die islamisch-konservative Regierung Erdoğans geplant und Attentate verübt hätten, um Chaos zu erzeugen und den Staatsstreich damit zu rechtfertigen. Ein früherer Oberst wurde am 5. August 2013 zu 47 Jahren Gefängnis verurteilt. Andere ehemalige Militärs erhielten Haftstrafen von bis zu 20 Jahren. 21 der 275 Angeklagten – darunter ranghohe frühere Militärs, Journalisten und Akademiker – sind demnach freigesprochen worden. Während der Urteilsverkündung wurde der Luftraum über Silivri abgesperrt, die Polizei löste Proteste in der Nähe des Gerichtsgebäudes mit Tränengas auf.

### 2014
3. April 2014: Die 13. Kammer für schwere Straftaten in Istanbul legte die Begründung für das am 5. August 2013 ergangene Urteil vor. Das Gericht stellte fest, dass es sich bei Ergenekon um eine bewaffnete Terrororganisation handele, die dem tiefen Staat mit Gruppierungen wie Gladio oder der Kontra-Guerilla entspreche und sich innerhalb der Türkischen Streitkräfte illegal agiert habe. Ergenekon habe vor allem gegen die 57. Regierung unter Bülent Ecevit und die 58. und 59. Regierung unter Abdullah Gül und Recep Tayyip Erdoğan gearbeitet. Eine Verbindung zwischen dem Geheimbund und dem Angriff auf Mitglieder des Staatsrats (tr: Danıştay) im Mai 2006 sei jedoch nicht nachzuweisen gewesen.
Das begründete Urteil umfasst 16.600 Seiten, die in drei Büchern beim Vereinigungssystem des nationalen Netzwerks der Gerichtsbarkeit (tr: Ulusal Yargı Ağı Bilişim Sistemi; UYAP) einzusehen sind. Es wurden 621 Sitzungen abgehalten. Es gab 803 Anklagepunkte, von denen 614 in das Urteil eingegangen sind.

### 2016
Am 21. April 2016 hob der Oberste Gerichtshof den ganzen Prozess und die 275 Verurteilungen auf, mit der Begründung, dass die Existenz der angeblichen Ergenekon-Verschwörung, die den damaligen Regierungschef Recep Tayyip Erdogan habe umstürzen wollen, während der Verhandlung nicht nachgewiesen und dass das Recht der Verteidigung nicht eingehalten wurde.